# 1950

## Події
- 9 січня — Уряд Ізраїлю визнав Китайську Народну Республіку.
- 26 січня — створена нова держава Республіка Індія
- 5 березня — Роман Шухевич на конспіративній квартирі у селі Білогорщі під Львовом у перестрілці з працівниками МГБ загинув головнокомандувач Української Повстанської Армії
- 13 травня — в англійському Сільверстоуні пройшла перша гонка першого чемпіонату «Формули-1»
- 25 червня — Республіка Корея атакована армією Північної Кореї.Починається Корейська Війна.
- 28 червня — Північно-Корейська народна армія захопила столицю Південної Кореї Сеул в ході воєнних дій.
- 21 жовтня — набрали чинності Женевські конвенції про захист жертв війни
- 4 листопада — у Римі держави-члени Ради Європи підписали Конвенцію про захист прав людини і основних свобод

- Вийшла друком перша редакція американського підручника з внутрішніх хвороб Основи внутрішньої медицини за ред. Т. Гарісона
- аграрна реформа в Італії

## Народились
Дивись також Категорія:Народились 1950
- 5 січня — Кріс Стайн, американський рок-музикант (Blondie)
- 21 січня — Косаківський Леонід Григорович, український політик
- 21 січня — Біллі Оушен, англійський співак в стилі реггі
- 26 січня — Йорг Гайдер, націоналістичний австрійський політик
- 26 січня — Білецький Володимир Стефанович — український вчений в галузі гірництва, доктор технічних наук, професор, дійсний член НТШ, Академії економічних наук України, член-кореспондент Академії гірничих наук України, громадсько-політичний діяч, засновник і шеф-редактор фахового журналу «Схід», автор ідеї і керівник проєкту «Гірнича енциклопедія»
- 26 січня — Щербань Володимир Петрович, український політик
- 5 лютого — Віталій Зубар, український археолог, доктор історичних наук
- 10 лютого — Марк Шпіц, видатний американський спортсмен-плавець
- 12 лютого — Стів Геккетт, британський рок-гітарист, колишній учасник гурту Genesis
- 13 лютого — Пітер Ґебріел, англійський рок-співак, колишній учасник гурту Genesis
- 18 лютого — Джон Г'юз, американський кінорежисер, сценарист
- 22 лютого — Міу-Міу, французька кіноактриса
- 20 березня — Карл Палмер, англійський рок-музикант
- 21 березня — Роджер Хадсон, англійський рок-співак, музикант (Supertramp)
- 25 березня — Бурда Борис Оскарович
- 27 березня — Тоні Бенкс, англійський рок-музикант (Genesis)
- 1 квітня — Біллі Кюррі, американський музикант, клавішник гурту Ultravox.
- 2 квітня — Кононов Віталій Миколайович, український політик
- 5 квітня — Агнета Фельтскуг, шведська співачка, солістка гурту ABBA
- 12 квітня — Дейвід Кессіді, американський актор
- 20 квітня — Лебедь Олександр Іванович, російський військовий і політичний діяч
- 2 травня — Лу Грем, американський співак
- 10 травня — Бондарчук Наталія, російська кіноактриса.
- 12 травня — Гебріел Бірн, ірландський актор
- 13 травня — Стіві Уандер, американський співак і композитор
- 17 травня — Валерія Новодворська, російський політик, публіцист, журналіст, дисидент, правозахисниця, засновник і голова партій «Демократичний союз» (1988) та «Західний вибір» (заснована у січні 2013 року)
- 17 травня — Янез Дрновшек, другий президент Словенії
- 22 травня — Берні Топін, поет-пісняр
- 3 червня — Сюзі Кватро, рок-співачка
- 9 червня — Тревор Болдер, музикант, бас-гітарист
- 20 червня — Лайонел Річі, музикант, композитор, співак
- 21 червня — Джої Крамер, рок-музикант (Aerosmith)
- 22 червня — Світлана Крючкова, російська актриса
- 4 липня — Тарасов Артем Михайлович, перший легальний радянський мільйонер
- 7 липня — Девід Додо, співак;
- 8 липня — Костянтин Райкін, російський актор;
- 9 липня — Янукович Віктор Федорович, 4-й президент України.
- 12 липня — Ерік Карр, ударник гурту Kiss.
- 23 липня — Блейр Торнтон, гітарист
- 3 серпня — Джон Лендіс, американський кінорежисер
- 11 серпня — Ерік Кейт Браунн, рок-музикант (Iron Butterfly)
- 11 серпня — Стівен Возняк, американський комп'ютерник, співзасновник компанії Apple Computer
- 19 серпня — Басистюк Ольга Іванівна, народна артистка України
- 7 вересня — Кріс Оддлейфсон, канадський хокеїст
- 18 вересня — Дерріл Сіттлер, канадський хокеїст
- 21 вересня — Білл Мюррей, американський кіносценарист, актор
- 2 жовтня — Майкл Разерфорд, рок-музикант, бас-гітарист
- 31 жовтня — Джон Кенді, канадський комедійний актор
- 28 листопада — Ед Гарріс, американський кіноактор
- 28 листопада — Миколай Кузьміч, білоруський художник, золотар, заслужений діяч мистецтв Республіки Білорусь

## Померли
Див. також Категорія:Померли 1950
- 19 січня — Аамісепп Юліус Сіймович, селекціонер, член-кореспондент АН Естонської РСР (* 1883).
- 19 січня — святий Лаврентій Чернігівський
- 21 січня — Оруелл Джордж, англійський письменник
- 14 лютого — Карл Янський, американський фізик і радіоінженер, основоположник радіоастрономії
- 28 лютого — Лузін Микола Миколайович, російський математик, основоположник школи теорії функцій
- 2 вересня — Френк Ґрем, американський актор та радіоведучий.
- 25 жовтня — Лі Квансу, корейський письменник, поет.

## Нобелівська премія
- з фізики: Пауелл Сесил Френк — «За розробку фотографічного методу дослідження ядерних процесів і відкриття мезонів, що був здійснених за допомогою цього методу»
- з хімії: Отто Пауль Герман Дільс та Курт Альдер — «За відкриття і розвиток дієнового синтезу»
- з медицини та фізіології: Едуард Кендалл, Тадеуш Райхштайн та Філіп Генч — «За відкриття, що стосуються гормонів кори надниркових залоз, їхньої структури та біологічних ефектів»
- з літератури: Бертран Рассел
- премія миру: Ральф Банч — «За створення Скандинавського міжпарламентського союзу для зміцнення регіональної співпраці»